# Corpus Hippocraticum

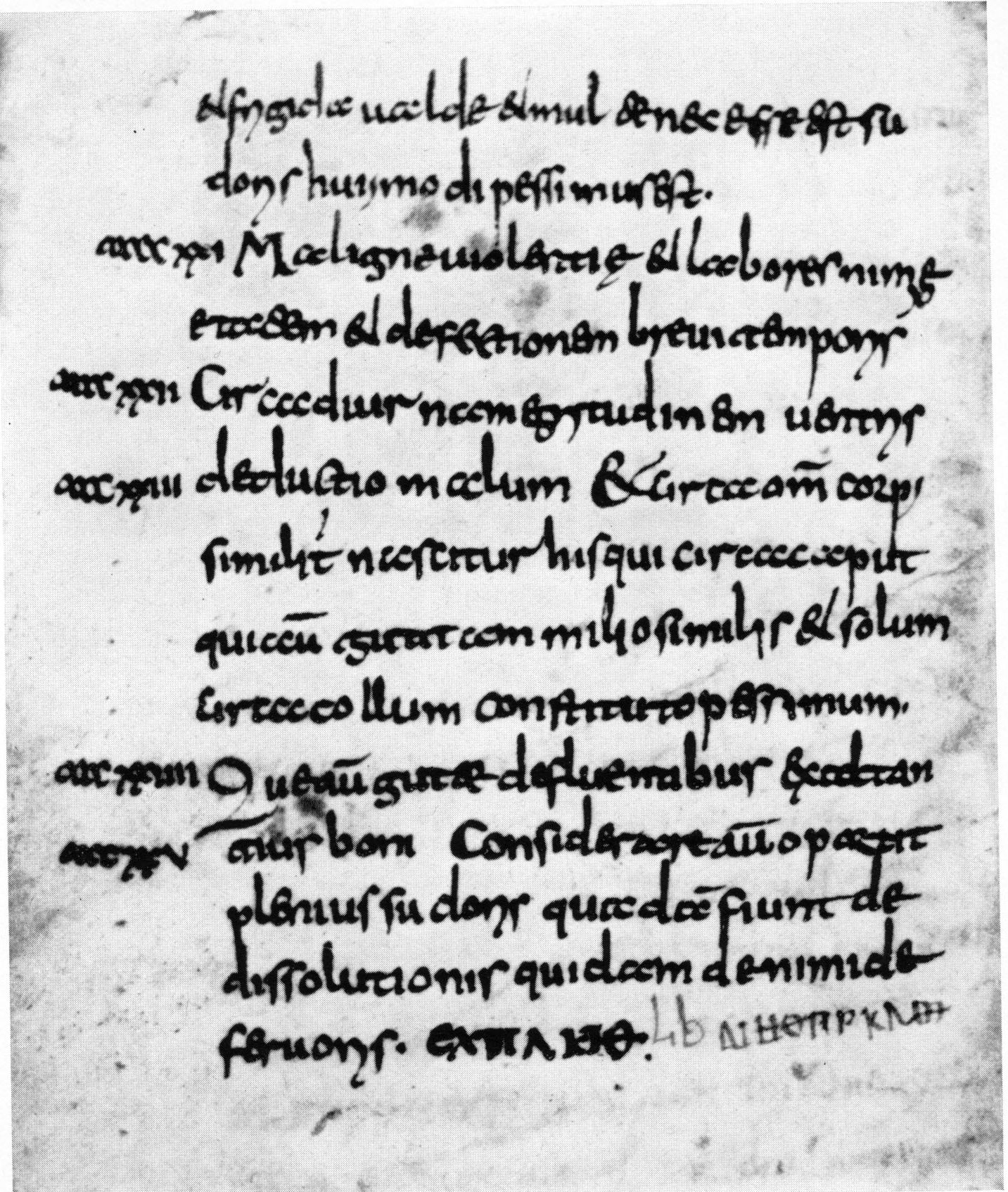
Corpus Hippocraticum, Schluss der Aphorismen. Handschrift Modena, Archivio Capitolare, O.I.11, fol. 36v (8./9. Jahrhundert)

Das Corpus Hippocraticum (genannt auch hippokratische Schriften) ist eine Sammlung von mehr als 60 antiken medizinischen Texten, die zwischen dem 6. Jahrhundert v. Chr. und 2. Jahrhundert n. Chr. entstanden sind und ab dem 3. Jahrhundert v. Chr. vor allem in Alexandrien zu einem Gesamtkorpus zusammengetragen worden sind.
Die von wissenschaftlich-rationalem Geist geprägte Textsammlung ist nach dem berühmten griechischen Arzt Hippokrates von Kos benannt, jedoch war bereits in der Antike bekannt, dass die wenigsten Texte des Corpus von ihm selbst verfasst wurden. Solche Texte werden als pseudohippokratisch bezeichnet. Als Mitverfasser des Corpus genannt wurde Polybos, der Schüler und vermutete Schwiegersohn des Hippokrates.

## Lehre

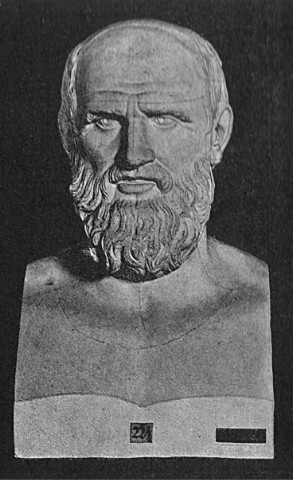
Angebliches Porträt des Hippokrates, Fotografie aus August Baumeister: Denkmäler des klassischen Altertums. 1885, Band 1, S. 694

Die Schriften des Corpus umfassen zahlreiche Themenfelder der wissenschaftlichen Medizin und bieten eine Einführung für Ärzte und Laien. Abgedeckt wurden Theorie und Praxis der Heilkunde, allgemeine und spezielle Pathologie, Ethik und Standeslehre.
Neben großen Übereinstimmungen lassen sich dennoch zahlreiche Uneinheitlichkeiten im Inhaltlichen, Formalen und Stilistischen feststellen, die auf einen großen Entstehungszeitraum hinweisen. Die Forschung nach der Verfasserschaft der einzelnen Texte und ihrem Ursprung wurde erweitert durch die Versuche von Zuordnungen zu zwei verschiedenen Ärzteschulen, nämlich derer von Kos sowie derer von Knidos, einer Stadt, die der Insel Kos unmittelbar gegenüber an der kleinasiatischen Küste lag und ein weiteres bedeutendes Heilzentrum hatte. Mittlerweile werden der Begriff der „Schulen“ und die damit verbundene Auffassung jedoch stark kritisiert, da die Zuschreibung der Texte zu den jeweiligen Zentren und der Nachweis einer stark konträren Ausrichtung nie zweifelsfrei möglich waren.
Die Schriften enthalten erste Ansätze der antiken Humoralpathologie, eine einheitliche Fassung wurde darin jedoch noch nicht erreicht.
Als generelle Methode lässt sich die Beobachtung von Krankheitsverläufen nennen. Das Innere des Körpers blieb weitgehend unbekannt, da nicht mit Experiment oder Sektion am Menschen gearbeitet wurde. Weitere Prinzipien sind die Lehre von den kritischen Tagen der Krankheit, die rationale Erklärung von Krankheiten (bspw. der Epilepsie in „Über die Heilige Krankheit“) und der große Einfluss der Umwelt auf die Gesundheit des Menschen. Auch finden sich in der vermutlich in der zweiten Hälfte des 5. Jahrhunderts v. Chr. verfassten Schrift Über das Fleisch (De carnibus, Peri sarkon), die nicht therapeutisch orientiert ist, erste Theorien zur Ontogenese, so z. B. über die Entstehung der Körperteile und Organe. Zur therapeutischen Anwendung des Aderlasses wird im 11. Kapitel von Über die Natur des Menschen (griechisch περί φύσιος ἀνθρώπον) eine der ältesten zusammenhängenden Beschreibungen der Blutgefäße des Menschen gegeben. Zur ältesten Gruppe der Schriftensammlung gehört das dritte Buch über Epidemien. Zu den frühesten Zeugnissen für Schriften chirurgischen Inhalts gehören die im 5. Jahrhundert entstandenen Texte Über das Einrenken der Gelenke und Über die Knochenbrüche. Als schmerzlindernde Mittel werden in den hippokratischen Schriften um 450 v. Chr. Opium, Mandragora und Schierling empfohlen. Auch die Inhalation von Kräuterdämpfen zu Narkosezwecken wird erwähnt.

## Die Schriften des Corpus
| - Über die alte Heilkunst - Über die Umwelt - Prognosen (Prognostikon) - Über die Diät bei akuten Krankheiten - Epidemien I-VII - Über die Kopfverletzungen - Über die Praxis des Arztes - Über die Knochenbrüche - Über die Gelenke - Hebelkraft (Über die Einrenkung) - Aphorismen - Der Eid (des Hippokrates) - Das Gesetz - Über die Säfte - Vorhersagungen I-II - Koische Prognosen - Über die Kunst - Über die Natur des Menschen - Über die gesunde Lebensweise | - Über die Winde - Über den Gebrauch von Flüssigkeiten - Über die Krankheiten I-IV - Über die Leiden - Über die Stellen am Menschen - Über die heilige Krankheit - Über die Wunden - Über die Hämorrhoiden - Über die Fisteln - Über die Lebensführung I-IV - Über die inneren Leiden - Über die Natur der Frau - Über das Siebenmonatskind - Über das Achtmonatskind - Über den Samen - Über die Natur des Kindes - Über die Frauenkrankheiten I-III - Über die Krankheiten der Jungfrauen - Über die Überschwängerung | - Über die Zerstückelung des Kindes im Mutterleib - Über die Anatomie - Über das Zahnen - Über die Drüsen - Über das Fleisch (oder Über die Fleischteile) - Über die Siebenzahl - Über das Herz - Über die Nahrung - Über das Sehen - Über die Natur der Knochen - Über den Arzt - Über den Anstand - Vorschriften - Über die Krisen - Über die kritischen Tage - Briefe - Beschluss der Athener - Altarrede - Gesandtenrede |

## Werkausgaben
- Émile Littré (Hrsg.): Oeuvres complètes d’Hippocrate. 10 Bände. Paris 1839–1861; Nachdruck Amsterdam 1973–1982.
- Gesamtausgaben mit Übersetzung, begonnen in:
  - Corpus Medicorum Graecorum. Abt. I, (Leipzig und) Berlin 1927 ff.
  - Collection des Universités de France: Hippocrate. Paris 1967 ff.
- Anuce Foës (lange Zeit maßgebliche Ausgaben[23] des Corpus Hippocraticum):
  - Anutius Foësius: Oeconomia Hippocratis alphabeti serie distincta etc. Frankfurt am Main 1588 ff., und Genf 1662–1663.
  - Anutius Foësius: Hippocratis Opera. Kritische Ausgabe und lateinische Übersetzung durch Janus Cornarius, Frankfurt am Main 1591 ff., und Genf 1657–1658.
- Karl Gottlob Kühn: Magni Hippocratis opera omnia. 3 Bände. Leipzig 1827 (= Medicorum Graecorum operae quae extant. Band 21–23).

## Übersetzungen
- Richard Kapferer, Georg Sticker (Hrsg.): Die Werke des Hippokrates. Die hippokratische Schriftensammlung in neuer deutscher Übersetzung. 5 Bände, Stuttgart (und Leipzig) 1933–1940.
  - von Kai Brodersen bearbeitete Neuausgabe: Hippokrates: Sämtliche Werke. 3 Bände. wbg, Darmstadt 2022. ISBN 978-3-534-27394-2
- Hippokrates: Schriften. Die Anfänge der abendländischen Medizin. Übersetzt und herausgegeben von Hans Diller. Rowohlt, Reinbek 1962.
  - Neuausgabe: Hippokrates: Ausgewählte Schriften. Mit einem bibliographischen Anhang von Karl-Heinz Leven. Reclam, Stuttgart 1994, ISBN 3-15-009319-8 (mit Erläuterungen).
- Jutta Kollesch, Diethard Nickel: Antike Heilkunst. Ausgewählte Texte aus dem medizinischen Schrifttum der Griechen und Römer. Philipp Reclam jun., Leipzig 1979 (= Reclams Universal-Bibliothek. Band 771); 6. Auflage ebenda 1989, ISBN 3-379-00411-1, passim. Teilübersetzungen: S. 42–44 (Der Eid, Aphorismen, Der Arzt), 56–62 (Über die Natur des Menschen), 72–74 (Über die Fleischteile), 75–77 (Über den Samen, Aphorismen), 87 f. (Über die Natur des Menschen), 98–113 (Über Luft-, Wasser- und Ortsverhältnisse, Prognostikon), 125–133 (Aphorismen, Epidemien, Über die heilige Krankheit) und 137 f. (Über das Einrenken der Gelenke).